# دریادار سبز
دریادار سبز (نام علمی: Sumalia daraxa) نام یک گونه از تیره فرچه‌پایان است.